# Meistriliiga 2020
La Meistriliiga 2020, nota come A. Le Coq Premium Liiga 2020 per ragioni di sponsorizzazione, è stata la 30ª edizione della massima serie del campionato estone di calcio. Il campionato è iniziato il 6 marzo 2020, ma è stato sospeso fino al 18 maggio a causa dell'emergenza dovuta alla pandemia di COVID-19; pertanto l'ultima giornata è stata posticipata al 6 dicembre 2020. Il Flora Tallinn ha vinto il torneo per la tredicesima volta nella sua storia e la seconda consecutiva.

## Stagione

### Novità
Dalla Meistriliiga 2019 è stato retrocesso il Maardu, classificatosi all'ultimo posto, mentre dall'Esiliiga 2019 è stato promosso il TJK Legion, primo classificato e all'esordio nella massima serie. Il Kuressaare ha vinto lo spareggio promozione-retrocessione contro il Vaprus Pärnu, secondo classificato in Esiliiga, mantenendo così il posto in Meistriliiga.

### Formula
Le 10 squadre partecipanti si affrontano in un doppio girone di andata e ritorno, per un totale di 36 giornate. La squadra campione di Estonia ha diritto a partecipare alla UEFA Champions League 2021-2022 partendo dal primo turno di qualificazione. La squadra classificata al secondo posto è ammessa alla UEFA Europa Conference League 2021-2022 partendo dal primo turno di qualificazione, assieme alla squadra vincitrice della coppa nazionale. L'ultima classificata retrocede direttamente in Esiliiga, mentre la penultima disputa uno spareggio contro la seconda classificata della Esiliiga per la permanenza in Meistriliiga.

### Avvenimenti
Il 13 marzo, dopo la prima giornata, la EJL decreta la sospensione del campionato fino al 1º maggio a causa della pandemia di COVID-19.
Il campionato è effettivamente ripreso dal 19 maggio, ma a causa della lunga sosta il numero di giornate è stato diminuito: invece del doppio girone di andata e ritorno, dopo 27 giornate le squadre saranno divise in due gruppi, sei nella poule scudetto e quattro nella poule retrocessione; tutte le squadre inizieranno il girone con i punti totalizzati durante la stagione regolare. Ogni squadra incontra le altre del proprio gruppo, in partite di sola andata, rispettivamente, per un totale di altre cinque e tre giornate.
Il 7 novembre la EJL modifica ancora la fase finale, aumentando le poule da due a tre: la poule scudetto include le squadre dalla prima alla quarta, la poule intermedia la quinta e la sesta, la poule retrocessione dalla settima alla decima. Tale cambiamento, approvato non all'unanimità dalle squadre, è motivato dai recuperi ancora da disputare e dal turno di coppa nazionale previsto tra novembre e dicembre.
Il Flora Tallinn ha vinto il campionato alla quartultima giornata, l'ultima della stagione regolare, grazie alla vittoria contro il Tammeka Tartu (0-1) che ha portato a 11 punti il vantaggio sul Paide.

## Squadre partecipanti
| Club             | Città      | Stadio                   | Stagione precedente            |
| ---------------- | ---------- | ------------------------ | ------------------------------ |
| Flora Tallinn    | Tallinn    | A. Le Coq Arena          | 1º posto in Meistriliiga       |
| Kalev Tallinn    | Tallinn    | Kalevi Keskstaadion      | 8º posto in Meistriliiga       |
| Kalju Nõmme      | Tallinn    | Hiiu Staadion            | 3º posto in Meistriliiga       |
| Kuressaare       | Kuressaare | Kuressaare Linnastaadion | 9º posto in Meistriliiga       |
| Levadia Tallinn  | Tallinn    | A. Le Coq Arena          | 2º posto in Meistriliiga       |
| Paide            | Paide      | Paide Linnastaadion      | 4º posto in Meistriliiga       |
| Tammeka Tartu    | Tartu      | Tamme Staadion           | 6º posto in Meistriliiga       |
| TJK Legion       | Tallinn    | Kadriorg Stadium         | 1º posto in Esiliiga, promosso |
| Trans Narva      | Narva      | Kreenholmi Staadion      | 5º posto in Meistriliiga       |
| Tulevik Viljandi | Viljandi   | Viljandi Linnastaadion   | 7º posto in Meistriliiga       |

## Stagione regolare

### Classifica finale
|  | Pos. | Squadra          | Pt | G  | V  | N | P  | GF | GS | DR  |
|  | ---- | ---------------- | -- | -- | -- | - | -- | -- | -- | --- |
|  | 1.   | Flora Tallinn    | 74 | 27 | 24 | 2 | 1  | 66 | 16 | +50 |
|  | 2.   | Paide            | 60 | 27 | 20 | 0 | 7  | 70 | 30 | +40 |
|  | 3.   | Levadia Tallinn  | 53 | 27 | 16 | 5 | 6  | 62 | 35 | +27 |
|  | 4.   | Kalju Nõmme      | 49 | 27 | 14 | 7 | 6  | 48 | 19 | +29 |
|  | 5.   | Tammeka Tartu    | 31 | 27 | 8  | 7 | 12 | 30 | 41 | -11 |
|  | 6.   | Tulevik Viljandi | 30 | 27 | 9  | 3 | 15 | 27 | 43 | -16 |
|  | 7.   | TJK Legion       | 25 | 27 | 6  | 7 | 14 | 21 | 42 | -21 |
|  | 8.   | Trans Narva      | 21 | 27 | 5  | 6 | 16 | 26 | 45 | -19 |
|  | 9.   | Kuressaare       | 20 | 27 | 4  | 8 | 15 | 26 | 59 | -33 |
|  | 10.  | Kalev Tallinn    | 18 | 27 | 5  | 3 | 19 | 18 | 64 | -46 |

Legenda:
      Ammesse alla Poule scudetto
      Ammesse alla Poule intermedia
      Ammesse alla Poule retrocessione
Regolamento:
Tre punti a vittoria, uno a pareggio, zero a sconfitta.
La classifica viene stilata secondo i seguenti criteri:
- Punti conquistati
- Spareggio (solo per decidere la squadra campione)
- Meno partite perse a tavolino
- Partite vinte
- Punti conquistati negli scontri diretti
- Differenza reti negli scontri diretti
- Differenza reti generale
- Reti totali realizzate
- Fair-play ranking

### Risultati

#### Partite (1-18)
|                  | Flo  | Kal  | Klj  | Kur  | Lev  | Pai  | Tam  | TJK  | Tra  | Tul  |
| ---------------- | ---- | ---- | ---- | ---- | ---- | ---- | ---- | ---- | ---- | ---- |
| Flora Tallinn    | –––– | 3-0  | 2-1  | 3-0  | 4-0  | 3-1  | 0-0  | 3-1  | 3-1  | 3-0  |
| Kalev Tallinn    | 0-3  | –––– | 0-4  | 0-2  | 0-4  | 1-8  | 0-2  | 1-0  | 1-1  | 0-2  |
| Kalju Nõmme      | 1-2  | 2-0  | –––– | 1-0  | 2-0  | 0-1  | 1-1  | 1-2  | 3-0  | 0-0  |
| Kuressaare       | 0-4  | 2-2  | 0-2  | –––– | 2-2  | 0-4  | 2-4  | 0-0  | 3-2  | 3-0  |
| Levadia Tallinn  | 1-3  | 4-0  | 1-1  | 1-0  | –––– | 4-1  | 2-2  | 4-0  | 3-0  | 5-1  |
| Paide            | 1-3  | 4-0  | 1-3  | 2-0  | 4-2  | –––– | 3-0  | 2-0  | 2-1  | 1-2  |
| Tammeka          | 1-3  | 0-2  | 0-2  | 1-2  | 1-1  | 0-2  | –––– | 1-3  | 2-2  | 2-1  |
| TJK Legion       | 1-3  | 0-0  | 0-6  | 1-1  | 0-2  | 0-3  | 0-1  | –––– | 0-0  | 0-2  |
| Trans Narva      | 2-3  | 1-0  | 0-1  | 1-0  | 4-4  | 1-0  | 0-1  | 2-0  | –––– | 0-2  |
| Tulevik Viljandi | 2-1  | 2-1  | 0-6  | 5-0  | 1-3  | 1-3  | 2-0  | 0-2  | 0-1  | –––– |

#### Partite (19-27)
|                  | Flo  | Kal  | Klj  | Kur  | Lev  | Pai  | Tam  | TJK  | Tra  | Tul  |
| ---------------- | ---- | ---- | ---- | ---- | ---- | ---- | ---- | ---- | ---- | ---- |
| Flora Tallinn    | –––– |      | 0-0  |      |      | 1-0  |      | 1-0  |      | 2-1  |
| Kalev Tallinn    | 1-4  | –––– | 1-4  |      |      |      | 1-2  |      | 4-1  | 1-0  |
| Kalju Nõmme      |      |      | –––– |      |      | 1-3  |      | 1-1  | 2-1  | 0-0  |
| Kuressaare       | 0-4  | 0-1  | 1-1  | –––– | 1-5  |      |      | 2-2  |      |      |
| Levadia Tallinn  | 0-2  | 3-0  | 2-1  |      | –––– |      | 3-2  |      |      | 2-0  |
| Paide            |      | 4-1  |      | 6-2  | 1-0  | –––– | 3-1  |      | 4-2  |      |
| Tammeka          | 0-1  |      | 0-0  | 4-2  |      |      | –––– |      | 0-0  |      |
| TJK Legion       |      | 2-0  |      |      | 1-2  | 0-2  | 3-1  | –––– | 2-1  |      |
| Trans Narva      | 1-2  |      |      | 0-0  | 1-2  |      |      |      | –––– | 0-1  |
| Tulevik Viljandi |      | 0-1  |      | 1-1  |      | 1-4  | 0-1  | 0-0  |      | –––– |

## Poule scudetto, intermedia e retrocessione
I punti conquistati nella stagione regolare vengono mantenuti.

### Classifica finale
|                    | Pos. | Squadra          | Pt | G  | V  | N | P  | GF | GS | DR  |
| ------------------ | ---- | ---------------- | -- | -- | -- | - | -- | -- | -- | --- |
| Estonia (bandiera) | 1.   | Flora Tallinn    | 80 | 29 | 26 | 2 | 1  | 76 | 17 | +59 |
|                    | 2.   | Paide            | 64 | 30 | 21 | 1 | 8  | 80 | 43 | +37 |
|                    | 3.   | Levadia Tallinn  | 57 | 29 | 17 | 6 | 6  | 66 | 37 | +29 |
|                    | 4.   | Kalju Nõmme      | 49 | 30 | 14 | 7 | 9  | 52 | 31 | +21 |
|                    |      |                  |    |    |    |   |    |    |    |     |
|                    | 5.   | Tammeka Tartu    | 32 | 28 | 8  | 8 | 12 | 33 | 44 | -11 |
|                    | 6.   | Tulevik Viljandi | 31 | 28 | 9  | 4 | 15 | 30 | 46 | -16 |
|                    |      |                  |    |    |    |   |    |    |    |     |
|                    | 7.   | TJK Legion       | 31 | 30 | 8  | 7 | 15 | 26 | 44 | -18 |
|                    | 8.   | Trans Narva      | 25 | 30 | 6  | 7 | 17 | 31 | 49 | -18 |
|                    | 9.   | Kuressaare       | 24 | 30 | 5  | 9 | 16 | 28 | 63 | -35 |
|                    | 10.  | Kalev Tallinn    | 20 | 30 | 5  | 5 | 20 | 20 | 68 | -48 |

Legenda:
      Campione di Estonia e ammessa alla UEFA Champions League 2021-2022
      Ammessa al primo turno di qualificazione della UEFA Europa Conference League 2021-2022
 Ammessa allo spareggio promozione-retrocessione
      Retrocessa in Esiliiga 2021
Regolamento:
Tre punti a vittoria, uno a pareggio, zero a sconfitta.

#### Risultati poule scudetto
|                 | Flo  | Klj  | Lev  | Pai  |
| --------------- | ---- | ---- | ---- | ---- |
| Flora Tallinn   | –––– |      | n.d. |      |
| Kalju Nõmme     | 0-3  | –––– | 0-2  |      |
| Levadia Tallinn |      |      | –––– | 2-2  |
| Paide           | 1-7  | 7-4  |      | –––– |

#### Risultati poule intermedia
|               | Risultati |                  |
| ------------- | --------- | ---------------- |
| Tammeka Tartu | 3 - 3     | Tulevik Viljandi |

#### Risultati poule retrocessione
|               | Kal  | Kur  | TJK  | Tra  |
| ------------- | ---- | ---- | ---- | ---- |
| Kalev Tallinn | –––– | 1-1  | 0-2  |      |
| Kuressaare    |      | –––– |      | 0-3  |
| TJK Legion    |      | 0-1  | –––– |      |
| Trans Narva   | 1-1  |      | 1-3  | –––– |

## Spareggio promozione/retrocessione
|            | Risultati |            | Luogo e data                 |
| ---------- | --------- | ---------- | ---------------------------- |
| Maardu     | 3 - 5     | Kuressaare | Maardu, 9 dicembre 2020      |
| Kuressaare | 4 - 2     | Maardu     | Kuressaare, 13 dicembre 2020 |
|            |           |            |                              |

## Statistiche

### Capoliste solitarie
|    | —— | ——      | ——      | ——    | ——    | ——    | ——    | ——    | ——    | ——    | ——    | ——    | ——    | ——    | ——    | ——    | ——    | ——    | ——    | ——    | ——    | ——    | ——    | ——    | ——    | ——    | ——    | ——    | ——    | —— |  |
|    |    | Levadia | Levadia | Flora | Flora | Flora | Flora | Flora | Flora | Flora | Flora | Flora | Flora | Flora | Flora | Flora | Flora | Flora | Flora | Flora | Flora | Flora | Flora | Flora | Flora | Flora | Flora | Flora | Flora |    |  |
|    |    |         |         |       |       |       |       |       |       |       |       |       |       |       |       |       |       |       |       |       |       |       |       |       |       |       |       |       |       |    |  |
|    |    |         |         |       |       |       |       |       |       |       |       |       |       |       |       |       |       |       |       |       |       |       |       |       |       |       |       |       |       |    |  |
| 1ª | 2ª | 3ª      | 4ª      | 5ª    | 6ª    | 7ª    | 8ª    | 9ª    | 10ª   | 11ª   | 12ª   | 13ª   | 14ª   | 15ª   | 16ª   | 17ª   | 18ª   | 19ª   | 20ª   | 21ª   | 22ª   | 23ª   | 24ª   | 25ª   | 26ª   | 27ª   | 28ª   | 29ª   | 30ª   |    |  |

### Classifica marcatori
| Gol | Rigori |  | Giocatore             | Squadra          |
| --- | ------ |  | --------------------- | ---------------- |
| 26  | 7      |  | Rauno Sappinen        | Flora Tallinn    |
| 14  |        |  | Edrisa Lubega         | Paide            |
| 12  | 1      |  | Tristan Koskor        | Tammeka Tartu    |
| 11  | 4      |  | Pavel Marin           | Tulevik Viljandi |
| 11  |        |  | Marcelin Gando        | Levadia Tallinn  |
| 10  | 2      |  | Nikita Andreev        | TJK Legion       |
| 10  |        |  | Konstantin Vassiljev  | Flora Tallinn    |
| 10  | 1      |  | Henri Anier           | Paide            |
| 10  |        |  | Deabeas Owusu-Sekyere | Paide            |
| 9   |        |  | Vladyslav Chomutov    | Kalju Nõmme      |
| 9   | 2      |  | Edgar Tur             | Paide            |
| 9   | 1      |  | Jurij Kolomojec'      | Levadia Tallinn  |
| 9   | 1      |  | Hannes Anier          | Kalev Tallinn    |
| 9   | 2      |  | Siim Luts             | Paide            |
| 9   |        |  | Aleksandr Volkov      | Kalju Nõmme      |